# 9-я Македонская ударная бригада
9-я македонская ударная бригада (сербохорв. Deveta makedonska udarna brigada / Девета македонска ударна бригада, макед. Деветта македонска ударна бригада) — воинское формирование Народно-освободительной армии Югославии, участвовавшее в Народно-освободительной войне на территории Македонии.

## История
Образована 22 августа 1944 в селе Шешково, состояла из 450 человек-уроженцев Тиквеша. До 3 ноября действовала в составе 41-й македонской дивизии НОАЮ. На 1 октября 1944 насчитывала 2110 человек, действуя в районе Тиквеша и на дороге Гевгелия-Велес. С 29 октября по 2 ноября 1944 участвовала в битве за Прилеп, позднее освобождала Кичево и Гостивар. 6 ноября включена в состав 49-й македонской дивизии НОАЮ.

## Штаб командования
- Михайло Бояджиев — командир (исполняющий обязанности до 22 августа 1944)
- Найдо Стаменин — командир (с 22 августа 1944)
- Димитр «Гулас» Гулевски — командир (с 6 ноября 1944)
- Ристо «Железни» Стояновски — политрук (с 22 августа 1944)
- Ката Видиковска — заместитель политрука (с 22 августа 1944)
- Стоян Ристевски
- Павле Игновски
- Петр Джундев
- Блажо Дубровски — начальник штаба (с 22 августа 1944)
- Илия Чулев — главный врач